# Позаземні небеса
Позаземні небеса ― вигляд космосу з поверхні космічного тіла, відмінного від Землі. Цей вигляд може відрізнятися від спостережуваного з поверхні Землі — з багатьох причин. Найважливішим чинником є атмосфера космічного тіла або її відсутність. Колір неба залежить від щільності і хімічного складу атмосфери. Хмари можуть бути присутніми або відсутніми, можуть відрізнятися за кольором. Іншими чинниками можуть бути астрономічні об'єкти, видимі з поверхні, як-от зорі, супутники, планети і кільця.

## Меркурій
Меркурій не має атмосфери, вигляд неба на Меркурії не відрізняється від виду з космосу. Південна поляриссима Меркурія — Альфа Живописця, що має зоряну величину 3,2m. Вона слабша від Земної Полярної зорі.

### Вигляд Сонця з Меркурія
У середньому, видимий діаметр Сонця при спостереженні з Меркурія в 2,5 раза більший, ніж при спостереженні із Землі, його яскравість у 6 разів вища. Через ексцентричність орбіти вигляд Сонця може коливатися від 2,2 вигляду із Землі в афелії (з яскравістю в 4,8 раза вищою), до 3,2 в перигелії (яскравість в 10,2 раза вища).
Меркурій має резонанс 3:2 між власним обертанням і рухом по орбіті. Це означає, що хоча сидеричний день (період обертання) триває ~58,7 земного дня, сонячний день (від одного до повторного проходження Сонця над одним і тим же меридіаном) триває ~176 земних днів.
Завдяки цьому резонансу виникає незвичайний ефект, коли Сонце один раз за меркурианский рік недовго рухається у зворотному напрямі, відмінному від звичайного руху зі сходу на захід. Ефект спостерігається з будь-якої точки Меркурія, але на певних меридіанах спостерігач може побачити, як Сонце сходить приблизно наполовину, потім заходить і сходить знову, впродовж одного меркуріанського ранку. Це відбувається тому, що приблизно за чотири дні до проходження перигелію, кутова швидкість руху Меркурія по орбіті вирівнюється із швидкістю його обертання, так що відносний рух Сонця зникає; у перигелії, кутова швидкість руху Меркурія по орбіті перевищує швидкість його обертання; тому Сонце по небу рухається у зворотному напрямі. Через чотири дні після проходження перигелію, Сонце переходить до звичайного руху. Існують дві точки на поверхні Меркурія, у яких Сонце здійснює свій ретроградний рух по небу біля зеніту; одна з них називається Басейн Калоріс, у цих місцях поверхня розігрівається особливо сильно.

### Вид інших планет з Меркурія
Другим по яскравості об'єктом у небі Меркурія є Венера, яка тут виглядає значно яскравішою, ніж із Землі. Коли Венера щонайближче до Землі, вона знаходиться між Землею і Сонцем, і ми бачимо тільки нічний її бік. Навіть коли Венера досягає максимуму яскравості у земному небі, насправді ми бачимо усього лише вузький серп. Для меркуріанського спостерігача Венера у своїй найближчій точці знаходиться в опозиції до Сонця і показує повний свій диск. Зоряна величина Венери у таких випадках −7,7m.
Земля і Місяць теж виглядають яскраво, їхні зоряні величини становлять −5m і −1,2m відповідно. Максимальна кутова відстань між Землею і Місяцем близько 15′. Усі інші планети видно майже так само як і із Землі, але трохи тьмяніше в опозиції (Марс має максимальну зоряну величину приблизно −0,3).

## Венера
Атмосфера Венери настільки щільна, що Сонце вдень на небі не виділяється (при цьому маючи яскравість на 40 % більша від земної), також не видно зорі вночі. Кольорові знімки з радянських зондів «Венера» дозволяють припустити, що колір неба вдень жовто-помаранчевий із легким зеленуватим відтінком поблизу горизонту.
Якби Сонце було помітне з поверхні Венери, то час від одного сходу до іншого (сонячний день) становив би 116,75 земного дня. Через обертання Венери у зворотному напрямі, Сонце сходило б на заході і сідало на сході.
Спостерігач з верхнього краю хмарного покриву Венери робить один оборот навколо планети за чотири дні завдяки вітрам і бачить небо, у якому Земля і Місяць сяють дуже яскраво (зоряні величини біля −6,6m і −2,7m, відповідно) якщо вони знаходяться в найближчій точці і в опозиції. Меркурій також буде добре видний, тому що він ближчий, ніж для спостерігача із Землі і досягає зоряної величини −2,7m, максимальна кутова відстань Меркурія від Сонця так само значно більша (40,5°) ніж для спостерігача із Землі (28,3°). Над хмарним покривом теоретично можна побачити Сонце, а колір неба буде білясто-блакитним. Сіркокислотні хмари блищатимуть яскравим серпанком, відбиваючи світло Сонця.

## Місяць
Місяць — природний супутник Землі. Він не має атмосфери, тому небо там завжди чорне. Проте, Сонце досить яскраве, щоби вдень зорі не були видні, поки спостерігач не захищений від сонячного світла (прямого і відбитого від поверхні). Південна поляриссима Місяця Дельта Золотої Рибки, зоря із зоряною величиною 4,34m. Вона ближче до полюса, ніж земна Полярна, але тьмяніша.

### Вид Сонця з Місяця
Сонце виглядає так само, як і з навколоземної орбіти, колір його білий завдяки відсутності атмосферного розсіювання і поглинання.
Оскільки кут відхилення осі обертання місяця до її орбітальної площини майже прямий, Сонце проходить по місячному небу практично один і той же шлях упродовж усього року. У результаті біля місячних полюсів існують кратери і долини, у які ніколи не потрапляє пряме сонячне світло, а також гори і їх вершини, які ніколи не затінюються.

### Вигляд Землі з Місяця
Земля є одним із найпомітніших об'єктів на місячному небі. Її видимий діаметр (1,9°) у чотири рази перевищує діаметр місяця, видимий із Землі, хоча, оскільки місячна орбіта має ексцентриситет, кутові розміри Землі змінюються на величину близько 5 % у кожний бік (варіюючи в межах від 1,8° до 2,0° кутового діаметру). Землю видно з Місяця у різних фазах, так само як Місяць показує різні фази для земного спостерігача, але вони протилежні: коли земний спостерігач бачить повний Місяць, місячний спостерігач бачитиме «нову Землю», і навпаки. Альбедо Землі втричі вище за місячне, у сукупності з великим розміром повна Земля світить у більш ніж 50 разів яскравіше, ніж повний Місяць у зеніті для земного спостерігача.
У результаті синхронного обертання Місяця, один (видимий) бік Місяця завжди повернений до Землі, а інший, невидимий, переважно не видно із Землі. Для місячного спостерігача це означає, що Землю можна побачити тільки з видимого боку місяця і не можна з невидимого.
Якби обертання місяця було повністю синхронним, Земля не мала б помітного руху по місячному небу. Але, завдяки лібрації, Земля здійснює повільний складний коливальний рух. Траєкторія Землі укладається в прямокутник розміром 18°. Орієнтація прямокутника залежить від положення спостерігача на місячній поверхні. У результаті біля межі видимої і невидимої сторони можна спостерігати схід і захід Землі.

### Затемнення на місяці
Земля і Сонце іноді зустрічаються в місячному небі, і відбувається затемнення. Із Землі ми бачимо місячне затемнення, впродовж якого місяць проходить крізь земну тінь, але місячний спостерігач бачить, як Сонце ховається за Землею і настає сонячне затемнення. Оскільки кутовий розмір Землі в чотири рази більше кутових розмірів Сонця, Сонце залишатиметься за Землею впродовж декількох годин. Земну атмосферу видно у вигляді червонястого кільця. Була спроба використати телекамеру місячного всюдихода, доставленого Аполлоном 15, щоб зняти таке затемнення, але камера або її джерело живлення відмовили незабаром після відльоту астронавтів на Землю. Земні затемнення, з іншого боку, не будуть настільки ж видовищними для місячних спостерігачів, оскільки місячна тінь майже непомітна на поверхні Землі. Місячні спостерігачі з телескопами просто побачать маленьку темну пляму, що подорожує по диску повної Землі.
Загалом, коли на Землі відбувається один або інший тип затемнення, затемнення протилежного типу відбувається і на місяці. І для земних, і для місячних спостерігачів затемнення відбуваються, коли Земля, Місяць і Сонце шикуються на одній лінії.

## Марс
Атмосфера Марса розріджена — 0,7—1 % від земного тиску на рівні моря; проте, вона дуже запорошена і розсіює багато світла. Небо вдень досить яскраве, і зорі не видно. Марсіанська північна поляриссима — Денеб.

### Колір марсіанського неба
Отримання точних кольорів на фотографіях з марсіанської поверхні досить складно. Один із чинників, які слід брати до уваги, — це ефект Пуркіньє: зі зменшенням рівня освітленості чутливість людського ока до червоного кольору падає швидше, ніж до синього. Існують великі відмінності в кольорі неба на отриманих знімках, оскільки при зйомках багатьох із них застосовувалися фільтри для збільшення їх наукової цінності, і не намагалися отримати дійсний колір. Тому кілька років тому небо Марса вважалося рожевішим, ніж зараз.

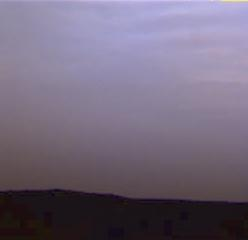
Небо Марса з крижаними хмарами

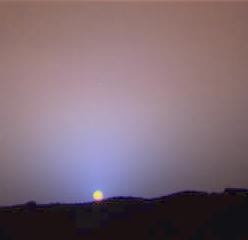
Захід на Марсі, фото Mars Pathfinder

Зараз відомо, що впродовж марсіанського дня небо жовтувато-коричневе. Під час заходу і світанку небо рожеве, з переходом у блакитні тони навколо диска Сонця. Це протилежно до кольорів земних заходів. Часом небо набуває фіолетового кольору через розсіяння світла крізь водно-крижані хмари. Сутінки тривають тривалий час після заходу Сонця і до сходу, оскільки пил висить дуже високо і розсіює світло далеко за лінію термінатора.
Червонястий колір марсіанського неба визначається присутністю оксиду заліза (III) у завислому пилі. Чим спокійніше вітри і чим більше осідає пил, тим темніше небо, особливо до зеніту, оскільки пил — основне джерело розсіяння світла. Релеївське розсіяння світла на частках газу слабке через низьку щільність атмосфери і привносить видимий неозброєним оком ефект під час заходів і світанків, коли Сонце просвічує товщий шар газу і небо стає блакитним.

### Вид Сонця з Марса
Сонце для спостерігача з Марса буде розміром в 0,625 розміру, видимого із Землі (0,35°), і поставляє всього 40 % енергії, маючи яскравість приблизно як під час злегка хмарного земного полудня. Колір Сонця на Марсі не жовтий, як на Землі, а білий із легким фіолетовим відтінком.

### Вигляд Фобоса і Деймоса з Марса
У Марса два супутники: Фобос і Деймос. З марсіанської поверхні Фобос має розмір від однієї третини до половини кутових розмірів Сонця, а Деймос виглядає трохи більше крапки (кутовий розмір всього 2'). Фобос рухається по орбіті швидше за обертання Марса, тому по небу він рухається у зворотному напрямі, сходячи на заході і заходячи на сході Фобос обертається настільки близько (у нього слабо нахилена, майже екваторіальна орбіта), що його неможливо спостерігати на північ від 70,4° або на південь від 70,4° відповідно до північної і південної широт; високоширотні спостерігачі також помітять зменшення кутових розмірів Фобоса, додаткова відстань не є достатньо малою, щоб нею можна було знехтувати. Кутовий розмір Фобоса збільшується на 45 % при переміщенні спостерігача з високих широт до екватора. Для екваторіального спостерігача Фобос має кутовий розмір 0,14° відразу після сходу і зростає до 0,20° на час проходження зеніту. Він перетинає небо за 4,24 години кожні 11,11 години. Довгота точки зеніту Фобоса знаходиться від точок сходу і заходу на 68,725°; це не збігається з кутом 70,4° видимості по широті через сплющеність Марса.
Деймос сходить на сході і заходить на заході, як звичайний місяць, але при цьому більш схожий на зорю (кутовий діаметр між 1,8' і 2,1'). Його яскравість може змінюватися від яскравості Венери до яскравості Веги (як це видно із Землі). Будучи відносно близько до Марса, Деймос не може бути видний з широт, більших 82,7°. На додаток, орбітальний період Деймоса (30,3 години) перевершує період обертання Марса (24,6 години) на відносно невеликий час, так що він сходить кожні 5,5 дня і розташований на небі від сходу до заходу 2,5 дні для екваторіального спостерігача. Довгота точки зеніту Деймоса знаходиться від точок сходу і заходу на 81,662°; це не збігається з кутом 82,7° видимості по широті через сплющеність Марса. За час, впродовж якого Фобос перетне марсіанське небо 12 разів, Деймос зробить всього один оборот.
Фобос і Деймос можуть обоє затьмарювати Сонце при спостереженні з Марса, хоча не можуть повністю закрити його диск, тому це швидше є транзитом, ніж затемненням.

### Вигляд Землі із Марса
Землю видно з Марса як подвійну зорю; Місяць видно як тьмяніший компаньйон. Максимальна кутова відстань між Землею і Місяцем близько 25′, у поєднанні Землі із Сонцем (для земних спостерігачів Марс буде в опозиції до Сонця). У максимум елонгації (47,4°), Земля і місяць сяятимуть із зоряними величинами — 2,5m і 0,9m відповідно.

### Вигляд Венери і Меркурія із Марса
Венера з Марса (у момент максимальної елонгації кутова відстань від Сонця 31,7°) має зоряну величину 3,2m. Таким чином, Венера буде найяскравішою іншою планетою, видимою із Марса, Земля займатиме третє місце (пропустивши вперед також і Юпітер), пов'язано це з тим, що альбедо Венери значно вище за земне.
Меркурій з Марса (у момент максимальної елонгації кутова відстань від Сонця 18,6°) має зоряну величину 0,35m і виглядатиме майже так, як із Землі, тільки через незначну елонгацію виявити його було б ще складніше.

### Небеса марсіанських супутників
З Фобоса Марс у 6400 разів більший і у 2500 разів яскравіший, ніж повний Місяць на земному небі. На Фобосі він займає майже чверть зоряної півсфери. Максимальна зоряна величина −21,5m.
З Деймоса Марс у 1000 разів більший і в 400 разів яскравіший, ніж повний Місяць на земному небі. На Деймосі він займає майже одинадцяту частину зоряної півсфери. Максимальна зоряна величина −19,3m.

### Вигляд інших планет із Марса
Інші зовнішні планети будуть видні так само, як і із Землі, але трохи яскравіше в опозиції. Максимальна зоряна величина Юпітера −2,8m.

## Астероїди
Пояс астероїдів досить рідко населений і більшість астероїдів дуже мала, так що спостерігач з одного з астероїдів швидше за все не побачить інші неозброєним поглядом. Іноді відбуваються близькі проходження, але трапляються вони раз у геологічну епоху. У фільмі «Космічна Одіссея:2001» це показано точно так, як є.
Деякі астероїди, які перетинають орбіти планет, можуть наблизитися до планети на таку відстань, що спостерігач з астероїда бачитиме диск планети неозброєним оком. Наприклад, у вересні 2004 року 4179 Тоутатіс наблизився на відстань, яка всього в чотири рази перевищує відстань від Землі до Місяця. У найближчій точці зближення, Земля була такого ж розміру, як Місяць із Землі. Місяць тоді ж був легко помітний у небі Тоутатіса як невеликий диск.
Астероїди з ексцентричними орбітами надають свободу уяві. Наприклад, астероїд 3200 Фаетон має одну з самих ексцентричних орбіт; його відстань від Сонця змінюється між 0,14 і 2,4 а. о. У перигелії розмір Сонця більш ніж у 7 разів перевищуватиме його розмір у нашому небі, і надсилатиме поверхні в 50 разів більше енергії; у афелії Сонце зменшиться більш ніж вдвічі відносно діаметру, видимого із Землі, і даватиме трохи більше шостої частини освітлення.

### 87 Сільвія і її супутники Ромул і Рем
Астероїд 87 Сільвія — один із найбільших астероїдів у головному астероїдному поясі, і перший астероїд, у якого спостерігалися два супутники. Ці супутники, Ромул і Рем, у грубому наближенні виглядають однаковими за розміром. Ромул, далекий супутник, має кутовий розмір 0,89°, трохи більше ближнього супутника, Рема, який має кутовий розмір 0,78°. Форма Сільвії далека від сферичної, тому кутові розміри її супутників змінюються більш ніж на 10 % в залежностей від положення спостерігача на поверхні Сільвії. Наскільки можна стверджувати, обидва супутники обертаються в одній площині, і вони можуть перекривати один одного кожні 2,2 дня. Двічі за 6,52 року (період обернення Сільвії навколо Сонця) вони затьмарюватимуть Сонце, яке, з кутовим розміром 0,15°, виглядає значно менше, ніж із Землі (0,53°). З Рема, внутрішнього супутника, Сільвія величезна — приблизно 30° × 18°, тоді як розмір Ромула коливається між 1,59° і 0,50°. З Ромула Сільвія має розмір 16° × 10°, тоді як розмір Рема змінюється від 0,62° до 0,19°.

## Юпітер
Ще не існує зображень, отриманих усередині атмосфери Юпітера. За деякими уявленнями, небо цієї планети блакитне, хоча темніше, ніж на Землі, оскільки сонячне світло тут у середньому в 27 разів слабкіше принаймні у верхніх шарах атмосфери. Вузькі планетні кільця можуть бути блідо видні з широт, відмінних від екватора. Із зануренням в атмосферу, Сонце закриватиметься хмарами різних кольорів, в основному блакитними, коричневими і червоними. Тривають суперечки щодо причин саме такого розфарбовування. Нині цьому немає чіткого пояснення.
З Юпітера Сонце має розмір всього 5 кутових хвилин, менше чверті розміру, видимого із Землі.

### Вигляд юпітеріанських супутників з Юпітера
Окрім Сонця, наступними помітними об'єктами на небі Юпітера є Галілеєві супутники. Іо, найближчий до планети, буде трохи більше повного місяця в земному небі, і менш яскравим. Більш високе альбедо Європи не допоможе їй бути яскравішою від Іо, оскільки знаходиться вона далі. Фактично, низьке значення сонячної сталої на Юпітері (3,7 % земного) гарантує, що галілеєві супутники не перевершать по яскравості повний місяць при погляді із Землі; від Іо і до Каллісто їх зоряні величини матимуть значення: −11,2m, −9,7m, −9,4m і −7,0m.
Ганімед, найбільший і третій з ряду супутник Юпітера, майже такий яскравий як Іо і Європа, але виглядає в половину розміру Іо. Каллісто, найдальший, має розмір всього чверть повного Місяця. Усі чотири галілеєві супутники також виділяються швидкістю свого руху, якщо порівнювати з рухом Місяці по земному небозводу. Вони також мають достатній розмір, щоб повністю затьмарити Сонце.
Юпітеріанські дрібні зовнішні супутники мають вигляд зіркоподібних крапок, велику частину зовнішніх супутників не видно неозброєним оком.

### Небеса юпітеріанських супутників
На усіх супутниках Юпітера немає щільної атмосфери, тому їх небеса чорні або майже чорні. Для спостерігача з одного із супутників видатним об'єктом на небі, звичайно ж, буде Юпітер. Для спостерігача з Іо, найближчого з галілеєвих супутників до планети, кутовий діаметр Юпітера буде близько 20° (у 38 разів більше видимого діаметра нашого Місяця, покриває 1 % неба Іо). Спостерігач на супутнику Метіда, найближчого з усіх, бачитиме Юпітер із кутовим розміром 68° (у 130 разів більше видимого діаметра нашого Місяця, покриває 18 % неба Метіди). «Повний» Юпітер над Метідою має 4 % яскравості Сонця (для порівняння, світло повного Місяця над Землею в 400 000 разів слабкіше за сонячне світло (0,00025 %)).
Оскільки внутрішні супутники Юпітера обертаються навколо Юпітера синхронно, планета завжди знаходиться практично в одному місці на їхньому небі (Юпітер коливатиметься тільки за рахунок ненульових ексцентриситетів). Спостерігачі на зворотних сторонах галілеєвих супутників ніколи не побачать Юпітер.
З супутників Юпітера сонячне затемнення будь-якого з галілеєвих супутників буде видовищним, спостерігач бачитиме круглу тінь затьмарюючого супутника, що подорожує по освітленій стороні Юпітера.

## Сатурн
У верхніх шарах атмосфери Сатурна небо, можливо, блакитне, але переважаючий колір хмар швидше за все робитиме його жовтішим у міру занурення. Кільця Сатурна добре видно з верхніх шарів атмосфери. Кільця настільки тонкі, що з екватора Сатурна їх майже не видно. З інших місць вони впізнанні як велика дуга через пів неба.
Супутники Сатурна особливо не виділятимуться на його небі, оскільки більшість із них малі, а великі мають значні радіуси орбіт. Навіть Титан, найбільший супутник Сатурна, матиме розмір вдвічі менший від земного Місяця. Ось приблизні значення кутових діаметрів головних супутників (для порівняння, земний місяць має кутовий розмір 31′):
- Мімас: 5—10′
- Енцелад: 5—9′
- Тефія: 8—12′
- Діона: 8—12′
- Рея: 8—11′
- Титан: 14—15′
- Япет: 1′.

Південною поляриссимою Сатурна є Дельта Октанта, зоряна величина якої 4,3m. Вона значно тьмяніша за земну Полярну зорю. Зоряне небо Сатурна, таким чином, виглядає як земне, зимові і літні сузір'я відповідно при спостереженні з Північної півкулі розташовані дещо вище і нижче ніж на Землі, відповідно приблизно на 5 градусів.

### Небеса сатурніанських супутників
Оскільки внутрішні супутники Сатурна обертаються синхронно, планета на їх небесах завжди в одному і тому ж місці. Спостерігачі на зворотних сторонах цих супутників ніколи не побачать Сатурн.
На небесах внутрішніх супутників Сатурн величезний. Наприклад, при спостереженні з Пана, Сатурн має кутовий діаметр ~50°, в 104 рази більше повного Місяця і займає 11 % всього неба Пана. Через те, що Пан обертається в щілині Енке усередині кілець Сатурна, їх видно з будь-якої точки Пана, навіть з боку, оберненою в протилежну від Сатурна сторону.

#### Кільця Сатурна при спостереженні з його супутників
Оскільки кільця Сатурна, хоча вони і широкі, не дуже щільні, а орбіти більшості супутників лежать у площині кілець з точністю до 1,5°, кілець не буде добре видно з більшості супутників. Їх видно з ребра і тому практично невидимі для внутрішніх супутників. Для зовнішніх супутників (починаючи з Япета) кільця будуть видні краще, хоча зі збільшенням радіуса орбіти Сатурн у небі виглядатиме меншим; при спостереженні з Феби Сатурн буде видний усього лише як повний Місяць із Землі. Вибір відстані і кута значно впливає на результат спостереження; розрахунки показують, що кращий вид кілець буде на внутрішньому супутнику Мімасі, який має відхилення орбіти від екваторіальної площини Сатурна в 1,5° і сама орбіта знаходиться практично поряд із кільцями. Найширший кут, під яким будуть видні кільця від краю до краю, за умови що Мімас знаходиться в точці орбіти, найбільш віддаленої від екваторіальної площини, складе 2,7°. Епіметей і Янус, що рухаються по дуже близьких орбітах, теж матимуть гарний вигляд, для них найширший кут лежить у проміжку від 1,5 і до 2,9°. Тефія матиме наступний кращий вигляд, майже пів градуса. Кутові розміри кілець при спостереженні з Япета досягнуть величини 0,20°, що буде найбільшою величиною серед інших зовнішніх супутників.

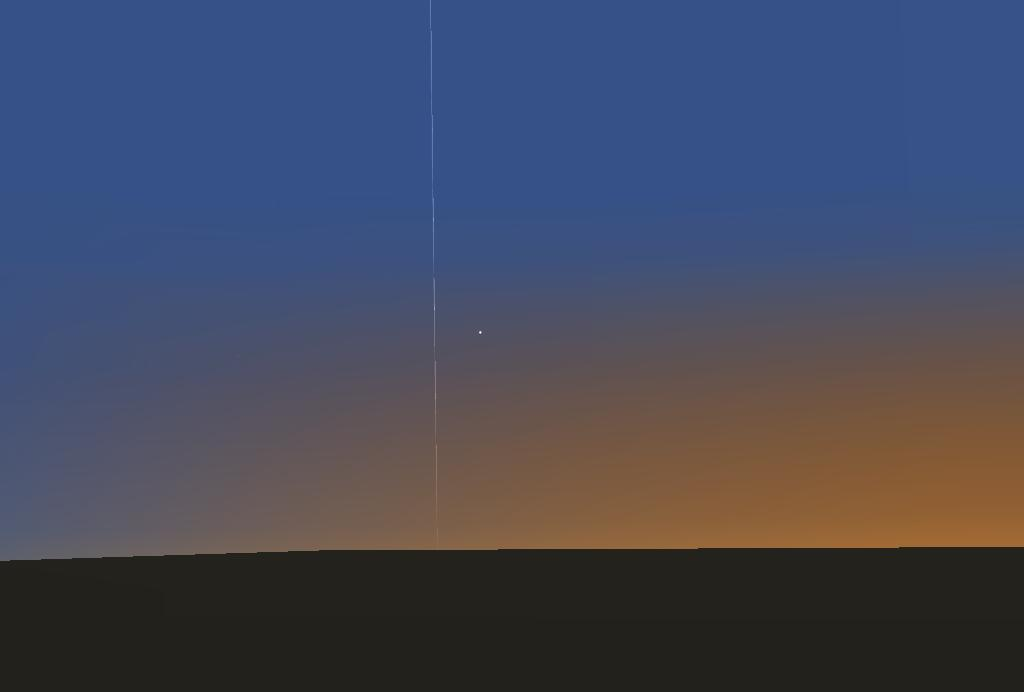
Вид кілець Сатурна з його екватора (3D-модель)

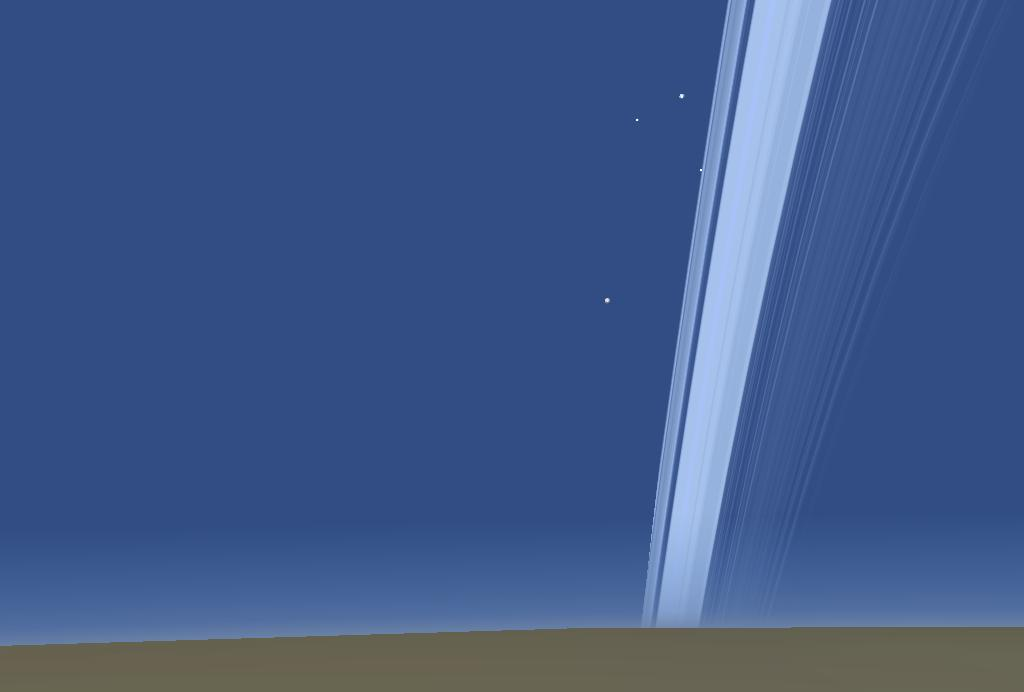
Вид кілець Сатурна з широти вищої за екватор (3D-модель)

#### Небо Титана
Титан — єдиний супутник у Сонячній системі з щільною атмосферою. На зображеннях із зонда «Гюйгенс» видно, що небо Титана має мандариновий колір. Проте, космонавт, що стоїть на поверхні Титана, бачитиме брудно-коричневий або темно-помаранчевий колір. Титан отримує 1/3000 долю сонячного світла в порівнянні із Землею, під щільною атмосферою освітленість Титана опівдні буде не яскравіша за земні сутінки. Швидше за все, Сатурн неможливо спостерігати через помаранчевий смог, і навіть Сонце — усього лише світліша ділянка у загальній млі, ледве-ледве освітлююча крижану поверхню і метанові озера. Хоча у верхніх шарах атмосфери небо блідо-голубе і Сатурн буде видний.

#### Небо Енцелада
При спостереженні з Енцелада Сатурн матиме видимий кутовий діаметр майже 30°, у 60 разів більше видимого із Землі кутового діаметра Місяця. Більше того, оскільки Енцелад обертається по орбіті синхронно і однією своєю стороною постійно повернуть до Сатурна, планета ніколи не рухається в небі Енцелада (якщо не враховувати невеликі коливання через ексцентриситет орбіти), і не може спостерігатися із зворотного боку цього супутника.
Кільця Сатурна будуть видні під кутом всього 0,019° і будуть майже невидимі, але їх тінь на освітленому боці Сатурна буде чітко розпізнавана. Як і наш Місяць при спостереженні із Землі, Сатурн представлятиме зміну фаз. При спостереженні з Енцелада Сонце матиме кутовий розмір всього 3,5 хвилини дуги, одну дев'яту видимого із Землі розміру.
Розташований на Енцеладі спостерігач також матиме можливість бачити транзит Мімаса (найбільшого супутника усередині орбіти Енцелада) по диску Сатурна в середньому кожних 72 години. Його кутовий розмір буде майже 26 хвилин дуги, майже такого ж розміру, як кутовий розмір Місяця при спостереженні із Землі. Палена і Мефона здаватимуться зірочками (максимум 30 секунд дуги). Тефія, видима з оберненого від Сатурна боку Енцелада, досягатиме кутового розміру 64 хвилин дуги, більш ніж удвічі перевищуючи розмір Місяця при спостереженні із Землі.

## Уран
Судячи з кольору атмосфери, небо Урана може виявитися ясно-блакитним. Можливо, що планетні кільця не видно з його поверхні, оскільки вони не щільні і темні. Північна поляриссима Урана — Сабік (Ета Змієносця), зоря із зоряною величиною 2,4m, близько 15° на північний схід від Антареса. У Урана також є південна поляриссима, 15 Оріон, тьмяна зоря із зоряною величиною 4,8m, на півдорозі від Альдебарана до Бетельгейзе. Обидві зорі тьмяніше за земну Полярну, хоча Сабік — зовсім ненабагато.
Уран незвичайний тим, що його екватор нахилений до екліптики під кутом 82°. Тропіки Урана знаходяться на 82° широти, а його полярні круги на 8° широти. 17 грудня 2007 року Сонце перетнуло екватор Урана в північну сторону і у 2029 році воно досягне тропічної широти.
Супутники Урана не виглядають великими з його поверхні. Кутовий розмір п'яти найбільших супутників такий (для порівняння, Місяць має розмір 31′ для земних спостерігачів): Міранда — 11—15′; Арієль — 18—22′; Умбрієль — 14—16′; Титанія — 11—13′; Оберон — 8—9′. Маленькі внутрішні супутники виглядатимуть як зіркоподібні крапки, зовнішні нерегулярні супутники взагалі не будуть видні неозброєним оком.

## Нептун
Судячи з кольору його атмосфери, небо Нептуна схоже за кольором на небо Урана. Планетні кільця так само не видно з поверхні, вони дуже розріджені і темні.
Окрім Сонця, найвражаючим об'єктом на небі Нептуна буде його найбільший супутник Тритон, який виглядатиме трохи меншим від повного Місяця на Землі. Тритон рухатиметься по небу швидше ніж наш Місяць, через коротший період обернення (5,8 дня) у поєднанні з ретроградною орбітою. Менший супутник Протей показуватиме диск близько половини розміру повного Місяця. Маленькі внутрішні супутники Нептуна і великий зовнішній супутник Нереїда будуть видні як зіркоподібні крапки, нерегулярні зовнішні супутники не будуть видні неозброєним поглядом.

### Небо Тритона

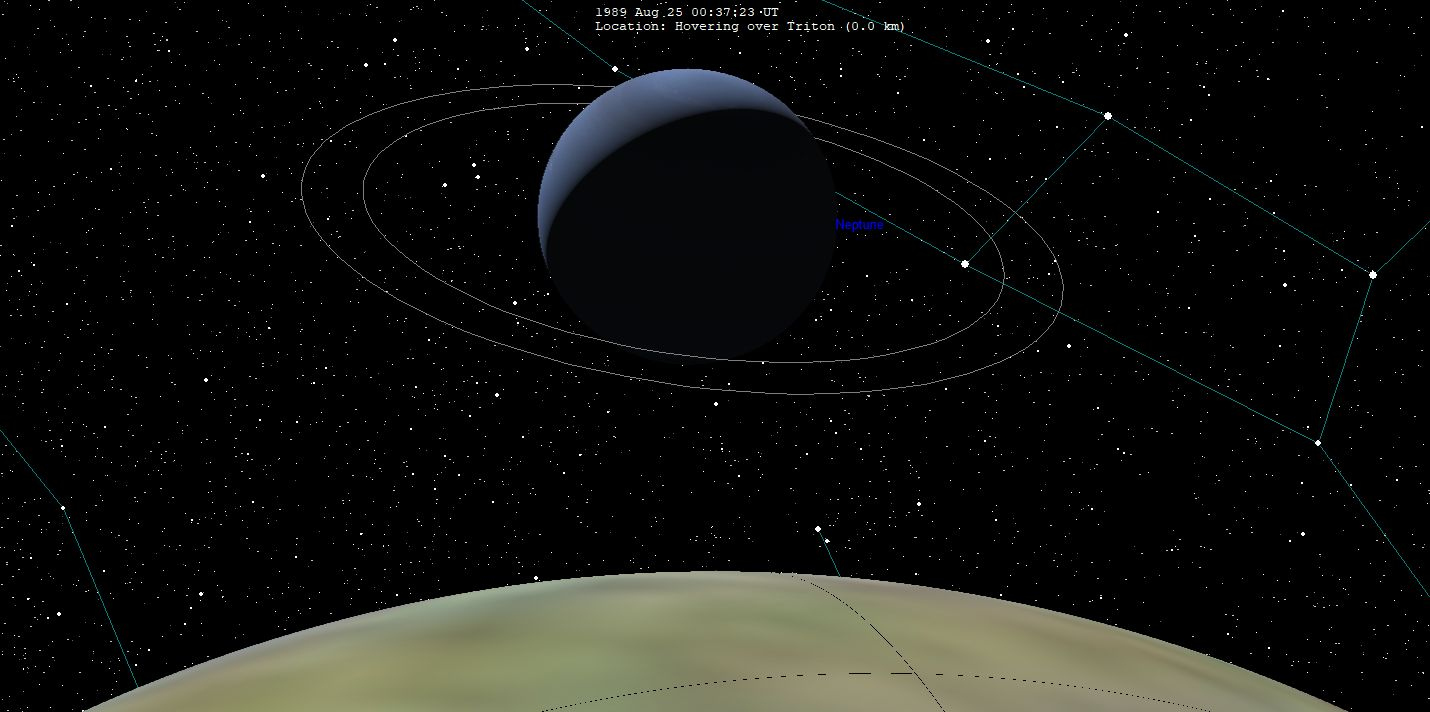
Вигляд Нептуна в небі Тритона

Найбільший супутник Нептуна Тритон має атмосферу, але вона настільки тонка, що колір неба на нім не відрізняється від чорного, можливо з невеликим блідим серпанком на горизонті. За наявності серпанка з вуглеводнів, подібно до Титана і Плутона, небо може взагалі мати білястий колір. Обертання Тритона синхронне, Нептун завжди знаходиться в його небі в одному місці. Вісь обертання Тритона нахилена до площини орбіти Нептуна під кутом 130° і тому показує на Сонці з відхиленням у 40° двічі в нептуніанський рік, практично так само як Уран. У міру обернення Нептуна навколо Сонця, приполярні ділянки Тритона виявляються зверненими до Сонця упродовж 82 років, у результаті сезонні зміни дуже сильні в порівнянні з неосвітлюваним полюсом.
Нептун простирається на 8 градусів у небі Тритона, його загальна яскравість грубо наближена до яскравості повного Місяця на Землі, але яскравість на одиницю площі становить всього 1/256 частина яскравості повного Місяця. Нереїда значно мінятиме свою яскравість, від п'ятої зоряної величини до першої; але її диск буде занадто малий для того, щоб розгледіти його неозброєним поглядом. Протей також буде важко розгледіти, оскільки його кутовий розмір буде всього 5—6 хвилин, але він не буде тьмяніший за першу зоряну величину і в найбільшому наближенні змагатиметься з Канопусом.

## Плутон і Харон

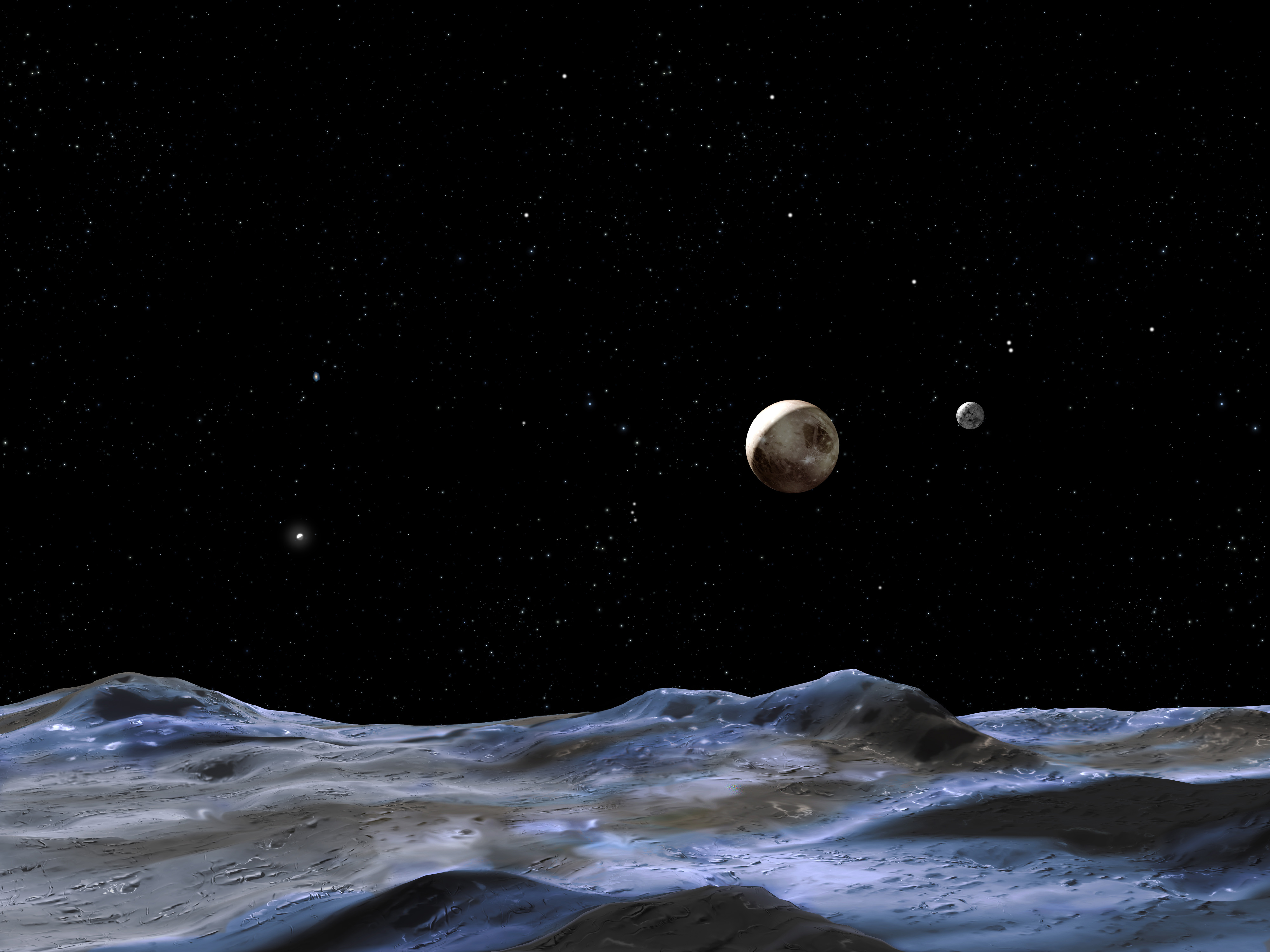
Вигляд неба з поверхні Гідри, малого супутника Плутона (уявлення художника)

Плутон, разом зі своїм найбільшим супутником Хароном, обертається навколо Сонця зазвичай за межами орбіти Нептуна, за винятком двадцятирічного проміжку на кожному витку.
При погляді з Плутона Сонце все ще досить яскраве, приблизно в 150—450 разів яскравіше за повний Місяць при спостереженні із Землі (яскравість змінюється протягом року через ексцентриситет орбіти Плутона). Проте, люди б помітили велику різницю в освітленні.
Завдяки фотографіям зонда «Нові Горизонти» встановлено, що атмосфера Плутона непогано розсіює світло Сонця завдяки великій протяжності (до 3000 км) і наявності частинок заморожених вуглеводнів. Спостерігач з планети може побачити тьмяне білясто-блакитне небо, з шаруватим серпанком.
Плутон і Харон обидва повернені один до одного одним боком, тобто Харон завжди показує Плутону тільки один свій бік, і Плутон теж показує Харону одну і ту ж сторону. Спостерігачі на зворотному від Плутона боці Харона ніколи не побачать цю карликову планету; спостерігачі на далекій від Харона стороні Плутона ніколи не побачать його супутник. Кожні 124 роки на декілька років настає сезон взаємних затьмарень, коли Плутон і Харон закривають Сонце один від одного з інтервалом у 3,2 дня.

## Комети
Небо комети демонструє величезні зміни у міру наближення до Сонця. Чим ближче до Сонця, тим більше кометного льоду сублімує з її поверхні, утворюючи хвости з газів і пилу і кому. Спостерігач з комети, що проходить біля Сонця, може бачити зорі у молочному серпанку, який також справлятиме цікаві враження гало навколо Сонця і інших яскравих об'єктів.

## Екзопланети
Для спостерігачів на екзопланетах передусім зміниться звичний малюнок сузір'їв. Сонце буде видно неозброєним оком на відстані усього лише до 20—25 парсеків (65—80 світлових років). Зірка Бета Волосся Вероніки має дещо більшу світимість, ніж наше Сонце, але навіть на відносно невеликій відстані у 27 світлових років вона виявляється досить тьмяною у нашому небі.

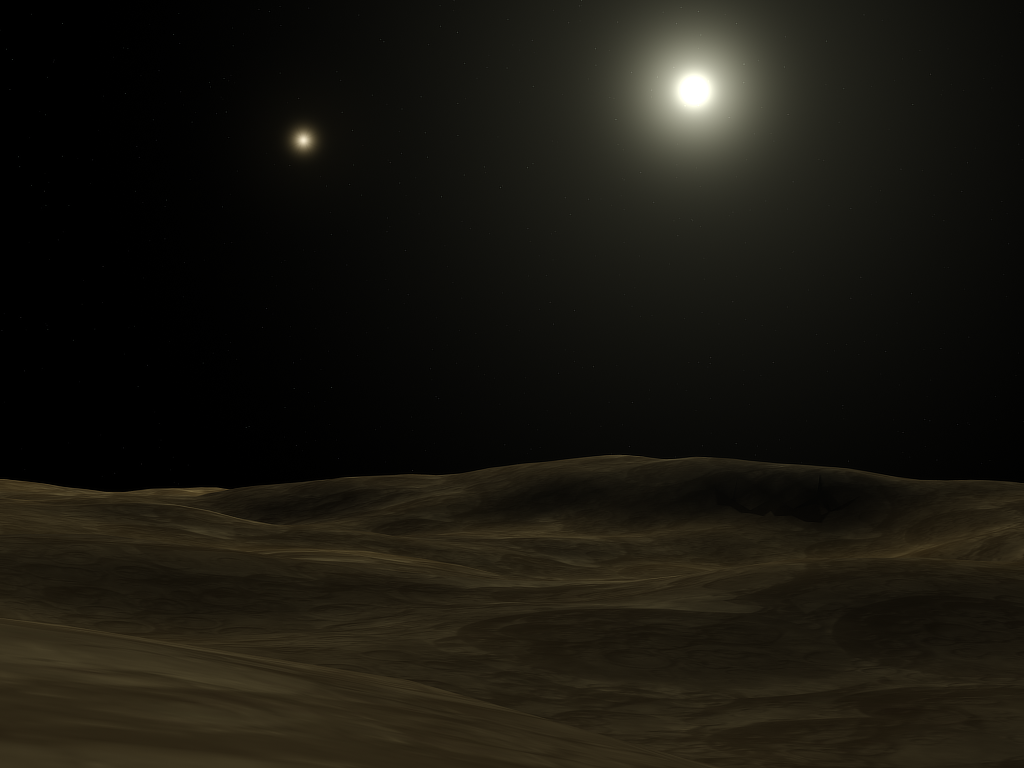
Вигляд з гіпотетичної планети, яка обертається навколо Альфа Центавра A. Альфа Центавра B — яскрава зоря ліворуч.

Якби Сонце спостерігалося з системи Альфа Центавра, найближчої до нас зоряної системи, воно б виглядало як яскрава зоря у сузір'ї Кассіопея. По яскравості Сонце було б порівнянне з Капелою в нашому небі.
Гіпотетична планета, що обертається навколо Альфи Центавра A або B, бачитиме другий компонент системи як дуже яскраву зорю. Наприклад, планета земного типу на відстані 1,25 астрономічної одиниці від Альфи Центавра A (з періодом обернення 1,34 року) отримуватиме нормальне сонячне освітлення від своєї зорі, а Альфа Центавра B буде від 5,7m до 8,6m зоряної величини слабкіше (від −21,0m до −18,2m), або від 190 до 2700 разів слабкіше, ніж Альфа Центавра A, але все ще від 2100 до 150 разів яскравіше за повний Місяць. Також і навпаки, планета земного типу на відстані 0,71 астрономічної одиниці від Альфи Центавра B (з періодом обернення 0,63 року) отримуватиме нормальне сонячне освітлення від своєї зорі, а Альфа Центавра A буде від 4,6m до 7,3m зоряної величини слабкіше (від −22,1m до −19,4m), або від 70 до 840 разів слабкіше, ніж Альфа Центавра B, але все ще від 5700 до 470 разів яскравіше за повний Місяць. І у тому, і в іншому випадку друге сонце рухатиметься по небу планети, з кожним періодом обернення повертаючись приблизно на те ж місце. Починатися траєкторія буде від безпосередньої близькості до першого сонця, через половину періоду обертання друге сонце освітлюватиме планету з протилежного від першого боку. Після закінчення ще одного напівперіоду цикл закінчиться. Інші планети, що обертаються навколо одного з компонентів, бачитимуть схожі небеса.
При спостереженні з 40 Ерідана, віддаленого на 16 світлових років, Сонце буде середньою зорею із зоряною величиною 3,3m у сузір'ї Змії (Голова Змії). На такому видаленні більшість найближчих до нас зір матимуть інші положення на небі, включаючи Альфа Центавра і Сіріус.
Для планет на орбіті навкруги Альдебарана, 65 світлових років від нас, Сонце буде трохи вище над Антаресом з нашого сузір'я Скорпіона, і із зоряною величиною 6,4m буде ледве помітна неозброєному погляду. Сузір'я, що складаються з дуже яскравих і далеких зір будуть впізнанні (такі, як Оріон), але велика частина неба буде незнайома для спостерігачів, що прилетіли туди із Землі.

## Ресурси Інтернету
- Solar System Simulator (англ.). Jet Propulsion Laboratory. Архів оригіналу за 30 серпня 2013. Процитовано 20 липня 2013.
- Marc W. Buie. Phases of Charon  as seen from Pluto (англ.). Southwest Research Institute. Архів оригіналу за 30 серпня 2013. Процитовано 20 липня 2013.
- The Future (англ.). hudsonfla.com. Архів оригіналу за 30 серпня 2013. Процитовано 20 липня 2013.